# Stephen Shore

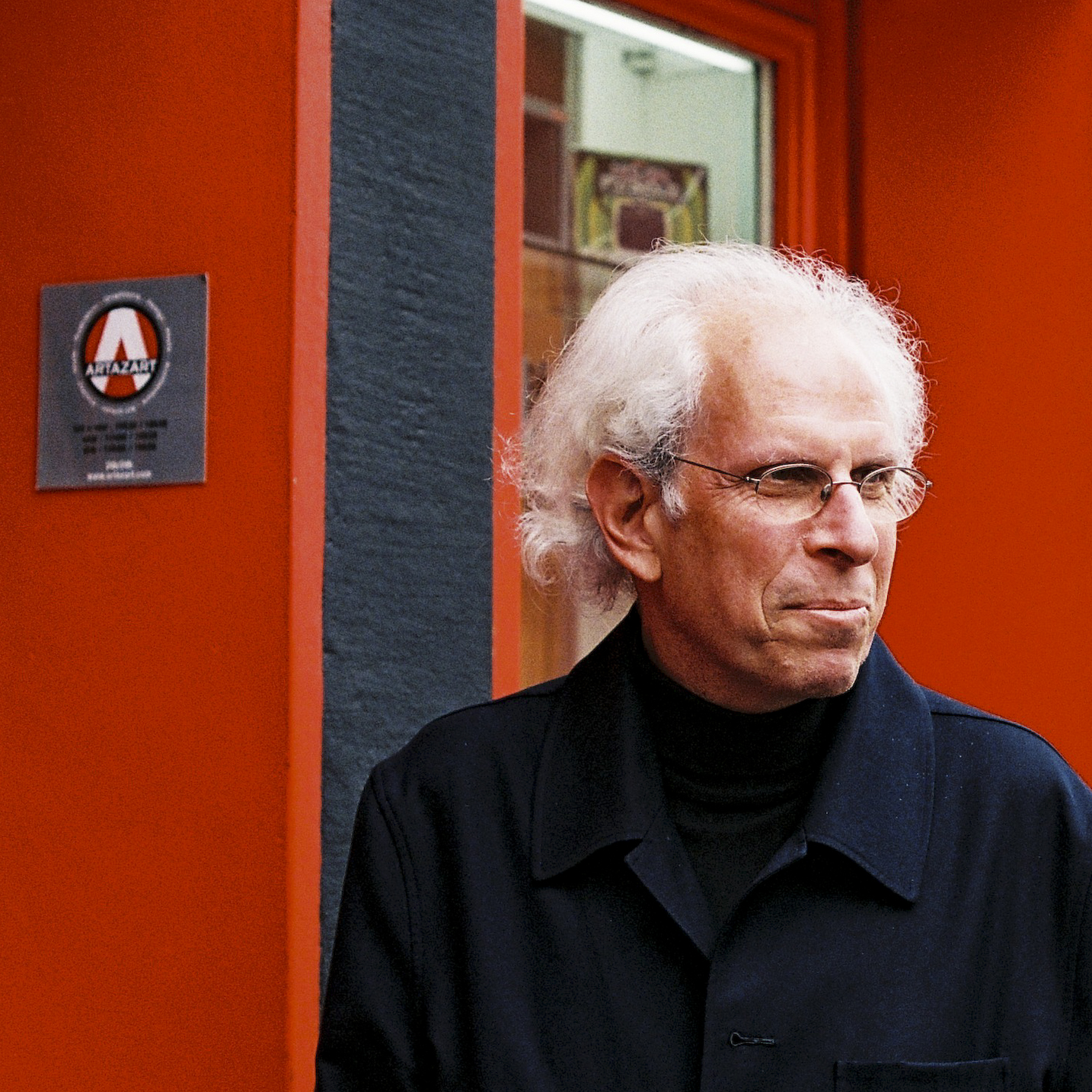
Stephen Shore - 2010.

Stephen Shore (nacido en 1947 en New York City) es un fotógrafo estadounidense  conocido por sus inexpresivas imágenes, escenas banales y objetos sobre los Estados Unidos. Fue pionero en el uso de la fotografía en color.

## Vida y obra
Stephen Shore estuvo interesado en la fotografía desde muy joven. Autodidacta, cuando tenía seis años su tío le regaló un cuarto oscuro de revelado. Empezó a usar una cámara de 35mm tres años más tarde para tomar sus primeras fotografías en color. Cuando tenía diez años le regalaron una copia del libro American Photographs de Walker Evans, que le influenció profundamente. Su carrera profesional empezó a la edad de catorce años cuando presentó sus fotografías a Edward Steichen, por entonces encargado de fotografía del Museum of Modern Art de New York (MoMa). Steichen que supo reconocer el talento de Shore adquirió tres de sus trabajos. Cuando tenía diecisiete años conoció a Andy Warhol y empezó a frecuentar su estudio, la Factoría, para fotografiar a Warhol y el entorno creativo que le rodeaba. En 1971, con 24 años, Shore fue el segundo fotógrafo en vida que expuso su obra en el Museo Metropolitano de Arte de New York.
Shore se embarcó en una serie de viajes a la América rural tomando fotografías de paisajes. En 1972 realizó un viaje desde Manhattan a Amarillo, Texas, que despertó su interés por la fotografía en color. Observando las calles y pueblos por los que viajaba tuvo la idea de fotografiarlos en color, primero usando una cámara de 35mm y luego una cámara de 4x5" y finalmente una de 8x10". En 1974 obtuvo una beca NEA, seguido en 1975 de una beca Guggenheim y en 1976 expuso su trabajo en color en el Museum of Modern Art de New York (MOMA). 
Su libro Uncommon Places, de 1982, fue una especie de biblia para los nuevos fotógrafos que usaban el color, porque junto con William Eggleston, su trabajo contribuyó al reconocimiento de la fotografía en color. Muchos fotógrafos posteriores, como Nan Goldin, Andreas Gursky, Martin Parr, Joel Sternfeld y Tomas Struth, han reconocido estar influenciados por su trabajo.
Actualmente y desde 1982, Shore es el director del departamento de fotografía del Bard College, en Massachusetts.

## Publicaciones
- Uncommon Places
- Uncommon Places: 50 Unpublished Photographs
- Essex County
- The Gardens at Giverny
- Stephen Shore: Photographs 1973 - 1993
- The Velvet Years, Andy Warhol's Factory, 1965 - 1967
- Uncommon Places, the Complete Works
- American Surfaces
- Witness No.1
- The Nature of Photographs
- Stephen Shore
- A Road Trip Journal
- One Picture Book #43 Merced River 2007 publ: Nazraeli Press